# Свердловина Йосипа
32°55′10″ пн. ш. 35°32′13″ сх. д. / 32.91944444° пн. ш. 35.53694444° сх. д.
Свердловина Йосипа — перша артезіанська свердловина на Землі, побудована 3500 років тому недалеко від Каїра.
З документів, що дійшли до наших днів, відомо, що свердловина була побудована за особистим проектом і за особистої участі радника фараона, родоначальника одного з ізраїльських колін — Йосипа. Сталося це в період жорстокої посухи в Єгипті, коли навіть Ніл зневоднився в своїй нижній течії.
Цікаво, що в місці знаходження свердловини артезіанський горизонт знаходиться на мінімальній глибині, на відміну від інших місць в цій частині Єгипту.
Глибина свердловини 88 метрів. За припущеннями стародавні єгиптяни для буріння, найімовірніше, використовували гнучкий стовбур дерева з одним кінцем, укріпленим на землі, і іншим — з прикріпленим до нього кам'яним буром, що опускається в свердловину. Буріння забезпечувалося за рахунок ефекту відпружинювання деревини. При цьому утримували стовбур дерева в нахиленому положенні спочатку раби, а потім використали силу тварин.
Відомо, що в будівництві «свердловини Йосипа» брало участь близько 100 рабів і ремісників, і на її спорудження пішло близько двох років. У давньоєгипетських писемних джерелах зазначено, що свердловина дала першу воду якраз на третій рік посухи (згідно з Біблією, цей період склав сім років), задовільняючи при цьому потребу в питній воді практично всіх єгиптян в цьому регіоні. Відзначається, що за водою зі «свердловини Йосипа» приїжджали люди навіть з середньої течії Нілу.
Зараз «свердловина Йосипа» є пам'яткою культури і охороняється владою Єгипту.